# Caribachlamys mildredae
Caribachlamys mildredae är en musselart som först beskrevs av Bayer 1941.  Caribachlamys mildredae ingår i släktet Caribachlamys och familjen kammusslor. Inga underarter finns listade i Catalogue of Life.